# Dárdai Bence
Dárdai Bence (Berlin, 2006. január 24. –) magyar válogatott labdarúgó, jelenleg a Bundesligában szereplő VfL Wolfsburg játékosa. A 2023-as U17-es Európa-bajnokság győztese. Édesapja Dárdai Pál korábbi magyar válogatott labdarúgó, edző.

## Pályafutása

### Hertha
A klub saját nevelésű játékosa, 2021-től az U17-es, egy évvel később az U19-es korosztályos csapatnak volt a tagja.

#### A felnőttcsapatban
2023 nyarán a 2023–24-es előszezonban csatlakozott a csapat edzőkeretéhez. Július 29-én debütált a Fortuna Düsseldorf ellen 1–0-ra elvesztett másodosztályú bajnokin, édesapja a 78. percben küldte pályára Pascal Klemes helyére.

### Wolfsburg
2024. április 6-án, egy hosszútávú szerződést kötött a német első osztályú csapattal, amelyhez 2024 július 1-jén csatlakozott. Augusztus 19-én debütált a kupában a TuS Koblenz ellen a 81. percben Mattias Svanberg cseréjeként. Augusztus 31-én mutatkozott be a bajnokságban a Holstein Kiel ellen 2–0-ra megnyert találkozón a 80. percben Ridle Baku cseréjeként.
November 10-én, a harmadik bajnokiján szerezte meg első találatát, a Heidenheim vendégeként megnyert 3–1-es mérkőzésen.

## A válogatottban

### Németország
2021-ben debütált az U16-os, egy év múlva az U17-es csapatban, utóbbival a 2023-as Európa-bajnokság győztese lett.

### Magyarország
2025. március 10-én először kapott meghívót a magyar válogatott keretébe, Marco Rossi szövetségi kapitánytól. Március 23-án kezdőként lépett pályára a törökök elleni Nemzetek Ligája osztályozó mérkőzés visszavágóján.

## Magánélete
Dárdai Pál és Dárdai Mónika (szül.: Szemmelróth) legfiatalabb gyermekeként született, két testvére van: Dárdai Palkó és Dárdai Márton. Német és magyar állampolgársággal rendelkezik.

## Statisztika

### Klubcsapatokban
2025. augusztus 16-i állapot szerint.
| Klub           | Szezon         | Bajnokság      | Bajnokság | Bajnokság | Kupa  | Kupa  | Nemzetközi | Nemzetközi | Egyéb | Egyéb | Összes | Összes |
| Klub           | Szezon         | Liga           | Mérk.     | Gólok     | Mérk. | Gólok | Mérk.      | Gólok      | Mérk. | Gólok | Mérk.  | Gólok  |
| -------------- | -------------- | -------------- | --------- | --------- | ----- | ----- | ---------- | ---------- | ----- | ----- | ------ | ------ |
| Hertha BSC     | 2023–24        | 2. Bundesliga  | 8         | 0         | 1     | 0     | —          | —          | —     | —     | 9      | 0      |
| Hertha BSC II  | 2023–24        | Regionalliga   | 4         | 0         | —     | —     | —          | —          | —     | —     | 4      | 0      |
| VfL Wolfsburg  | 2024–25        | Bundesliga     | 21        | 1         | 4     | 0     | —          | —          | —     | —     | 25     | 1      |
| VfL Wolfsburg  | 2025–26        | Bundesliga     | 0         | 0         | 1     | 0     | —          | —          | —     | —     | 1      | 0      |
| VfL Wolfsburg  | Összesen       | Összesen       | 21        | 1         | 5     | 0     | —          | —          | —     | —     | 26     | 1      |
| Teljes karrier | Teljes karrier | Teljes karrier | 33        | 1         | 6     | 0     | —          | —          | —     | —     | 39     | 1      |

Jegyzetek
1. ↑  Magában foglalja a német kupában való pályára lépéseit.

### A válogatottban
| Magyarország | Magyarország | Magyarország |
| Év           | Mérk.        | Gólok        |
| ------------ | ------------ | ------------ |
| 2025         | 3            | 0            |
| Összesen     | 3            | 0            |

### Mérkőzései a válogatottban
| Magyarország | Magyarország      | Magyarország           | Magyarország | Magyarország | Magyarország | Magyarország    | Magyarország | Magyarország |
| #            | Dátum             | Helyszín               | Hazai        | Eredmény     | Vendég       | Kiírás          | Gólok        | Esemény      |
| ------------ | ----------------- | ---------------------- | ------------ | ------------ | ------------ | --------------- | ------------ | ------------ |
| 1.           | 2025. március 23. | Budapest, Puskás Aréna | Magyarország | 0 – 3        | Törökország  | Nemzetek Ligája | -            | a szünetben  |
| 2.           | 2025. június 6.   | Budapest, Puskás Aréna | Magyarország | 0 – 2        | Svédország   | barátságos      | -            | 61'          |
| 3.           | 2025. június 10.  | Baku, Dalğa Arena      | Azerbajdzsán | 1 – 2        | Magyarország | barátságos      | -            | 58'          |
|              | Összesen          |                        |              | 3            | mérkőzés     |                 | 0            | gól          |

## Sikerei, díjai

### A válogatottban
Németország U17
- Európa-bajnok (1): 2023